# Bernard (biskup Symbalonu)
Bernard (zm. 1455, zapewne w Opawie) – duchowny katolicki, biskup pomocniczy.

## Życiorys
Bernard należał do zakonu augustianów-eremitów. 15 maja 1447 został biskupem tytularnym krymskiego Sembalonu (Cembalo) i biskupem pomocniczym diecezji wrocławskiej. W 1449 został także biskupem pomocniczym diecezji poznańskiej. Był współkonsekratorem biskupa wrocławskiego Piotra Nowaka. Poświęcił kościół w Ołtaszynie. 
Pochowany w kościele św. Jana Chrzciciela w Opawie. W prezbiterium tej świątyni zachowała się jego płyta nagrobna.